# コスタリカの世界遺産
コスタリカの世界遺産 （コスタリカのせかいいさん）はユネスコの世界遺産に登録されているコスタリカ国内の文化・自然遺産。
※この項目はウィキプロジェクト 世界遺産に準じて作成されています

## 文化遺産
- ディキスの石球のある先コロンブス期首長制集落群 - (2014年）

## 自然遺産
- タラマンカ山脈＝ラ・アミスター保護区群とラ・アミスター国立公園 - (1983年、1990年)
- ココ島国立公園 - (1997年、2002年)
- グアナカステ保全地域 - (1999年)

## 複合遺産
なし